# Надирадзе, Георгий (футболист, 1968)
Георгий Надирадзе (груз. გიორგი ნადირაძე; 12 февраля 1968) — советский и грузинский футболист, защитник.

## Биография

### Клубная карьера
На взрослом уровне начал выступать в 1986 году в составе клуба второй лиги СССР «Металлург» (Рустави). В 1989 году перешёл в клуб первой лиги «Торпедо» (Кутаиси), в составе которого провёл 33 матча. В 1990 году продолжил выступать с «Кутаиси» уже в самостоятельном чемпионате Грузии, где провёл ещё год. Также выступал за другие грузинские клубы «Самтредиа», «Маргвети» и «Шевардени-1906». Завершил карьеру в 1995 году.

### Карьера в сборной
27 мая 1990 года принял участие в первом международном матч в истории сборной Грузии, в котором она сыграла вничью со сборной Литвы (2:2). Однако этот матч не считается официальным, поскольку на тот момент Грузия не была членом УЕФА или ФИФА. В дальнейшем в сборную не вызывался.